# Илдярн
„Илдярн“ е норвежки култов блек метъл проект, сформиран през 1991 година. „Илдярн“ записва музика до 1997 г., но проектът не приключва официално до 2005 г. Човекът зад „Илдярн“ е Видар Ваер, въпреки че някои издания са с колаборация с музикант, известен като Нидхог.

## Дискография
- 1992 – Unknown Truths – демо
- 1992 – Seven Harmonies of Unknown Truths – демо
- 1993 – Ildjarn – демо
- 1993 – Norse – EP
- 1994 – Minnesjord – демо
- 1995 – Ildjarn – албум
- 1996 – Forest Poetry – албум
- 1996 – Landscapes – албум
- 1996 – Strength and Anger – албум
- 1996 – Svartfråd – EP
- 2002 – Hardangervidda – албум
- 2002 – Hardangervidda Part 2 – EP
- 2004 – Nocturnal Visions – EP
- 2013 – Those Once Might Fallen – Сплит с Hate Forest

### Компилации
- 1995 – Det Frysende Nordariket – съдържа Ildjarn Demo, Norse, Minnesjord
- 2002 – 1992 – 1995 – съдържа колекция от песни от 1992 – 1995
- 2003 – Ildjarn-Nidhogg – съдържа двете блек метъл версии с Nidhogg: Norse и Svartfråd
- 2005 – Ildjarn 93 – съдържа неиздавани преди това песни от 1993 г.
- 2005 – Ildjarn is Dead

## Членове
- Ildjarn (Vidar Vaaer) – вокали, електрическа китара, бас китара, барабани, синтезатор
- Nidhogg – вокали, клавиатура, барабани (нередовен член)
- Самот – вокали (нередовен член)
- Ihsahn – вокали (нередовен член)